# Jean II de Gandie
Pour les articles homonymes, voir Famille Borgia et Borgia (homonymie).
 (mai 2012).
Si vous disposez d'ouvrages ou d'articles de référence ou si vous connaissez des sites web de qualité traitant du thème abordé ici, merci de compléter l'article en donnant les références utiles à sa vérifiabilité et en les liant à la section « Notes et références ».
Jean II de Gandie, né Jean Borgia (1493-1543), 4e duc de Gandie, est un prince et un général originaire d'Espagne, membre de famille Borgia.

## Biographie

### Famille
Jean Borgia est le fils de Jean Borgia, né Juan de Borja qui fut le 2e duc de Gandie, prince de Tricarito, préfet de Rome et gonfalonnier de l'Église, lui-même fils du pape Alexandre VI.
Sa mère, Marie Enriquez de Luna, est la fille d'Henri Enriquez, amiral de Sicile, et de Marie de Luna. Henri Enriquez était le fils de Fadrique II Enriquez, amiral de Castille, et de Marie-Thérèse Fernández de Córdoba. Il était donc le frère de Jeanne Enriquez, mère de Ferdinand le Catholique. Tous deux descendaient d'Alphonse XI de Castille.

### Duc de Gandie
Lorsque son père est assassiné en 1497, son oncle César Borgia devient le 3e duc de Gandie. À la mort de César le 12 mars 1507 le titre lui revient de droit.

### Mariage et postérité
Jean II est marié à Jeanne d'Aragon, fille naturelle d'Alphonse d'Aragon (1470-1520), archevêque de Saragosse, et d'Anne de Gurrea.
De cette union est né notamment :
- François Borgia, duc de Gandie, vice-roi de Catalogne, supérieur général des Jésuites, qui sera canonisé sous le nom de saint François de Borgia.